# Reloj de pulsera eléctrico

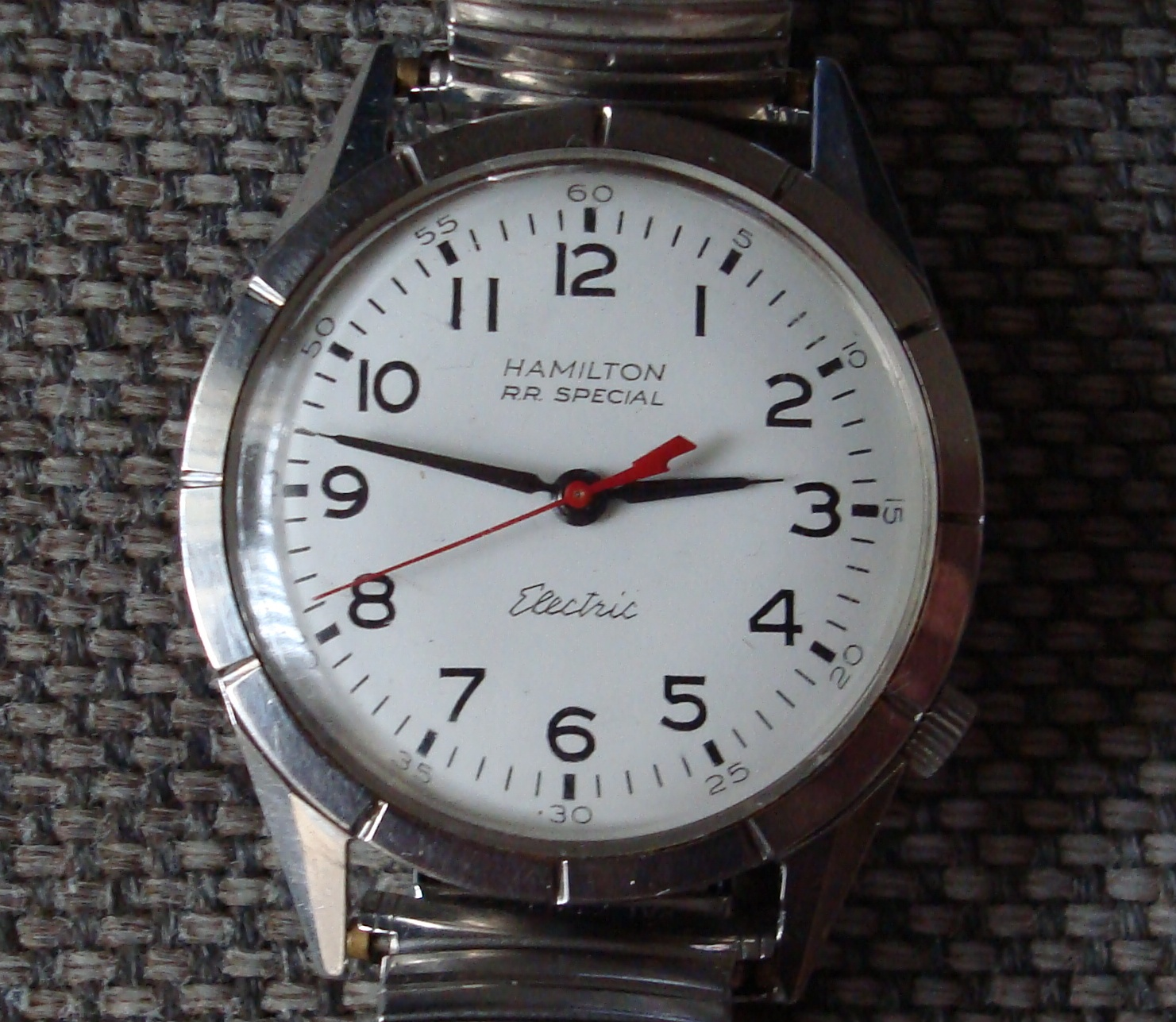
Reloj de pulsera eléctrico Hamilton. Este modelo tiene un calibre Hamilton 505 (Sistema de bobina móvil, controlado por contacto)

En cronometría, el término reloj de pulsera eléctrico se utiliza para denominar a la primera generación de relojes de pulsera accionados eléctricamente, que fueron exhibidos públicamente por primera vez tanto por Elgin como por Lip el 19 de marzo de 1952, con ejemplos de laboratorio en funcionamiento en Chicago y París. La firma Hamilton Watch Company sería la primera en producir y comercializar al por menor un reloj eléctrico a partir de 1957, antes de la introducción comercial del reloj de pulsera de cuarzo en 1969 por Seiko con el modelo Astron. Su elemento de cronometraje era un volante regulador tradicional o un diapasón, accionado electromagnéticamente por un solenoide accionado por una pila. Las manecillas eran accionadas mecánicamente a través de un tren de engranajes. Fueron reemplazados por los relojes de cuarzo, que tenían mayor precisión y durabilidad debido a su menor cantidad de piezas. Los relojes de cuarzo automáticos recientes, que combinan tecnología mecánica con cronometraje de cuarzo, no se incluyen en esta clasificación.

## Puntos débiles

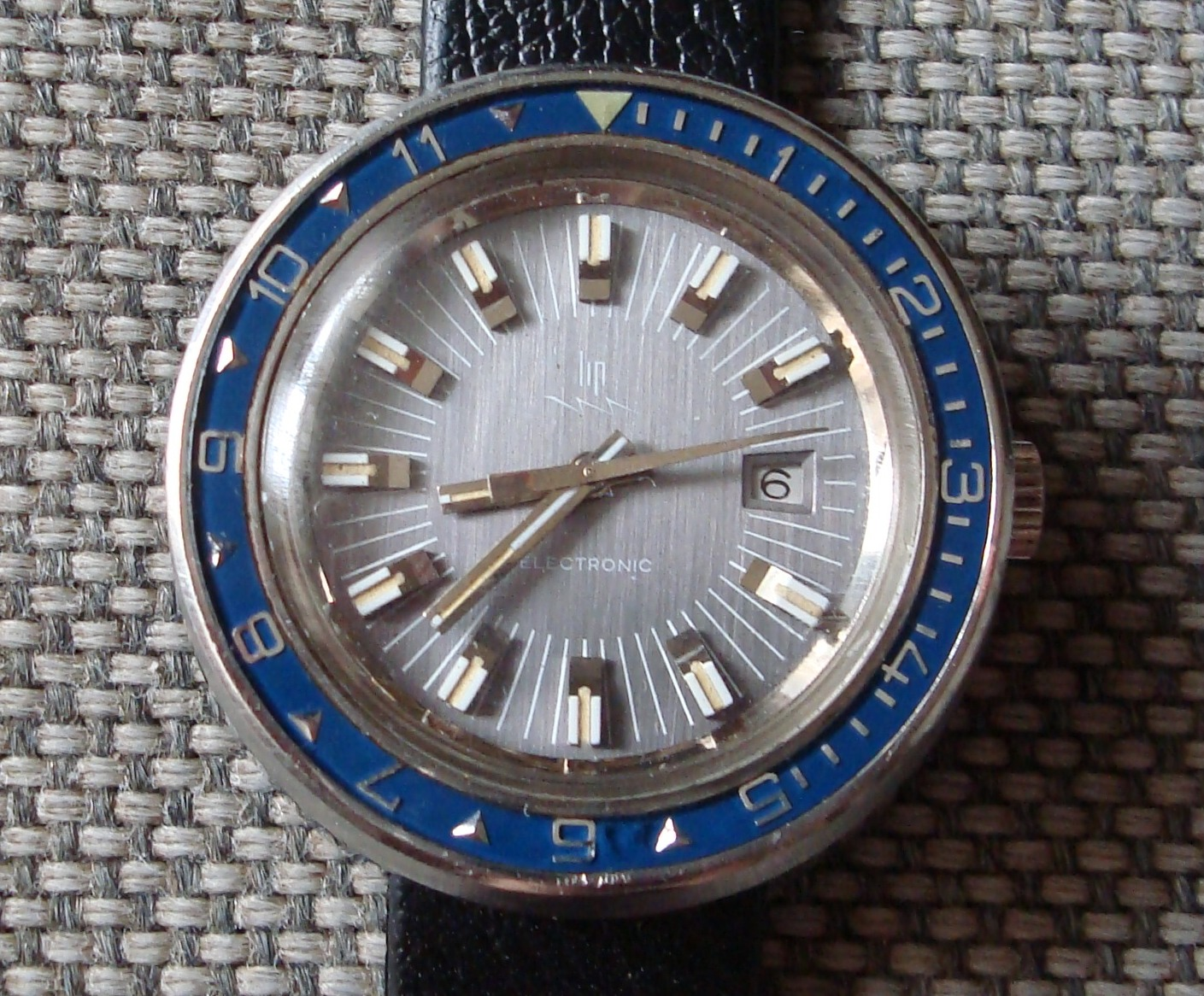
Reloj electrónico Lip, calibre LIP R 184 (Sistema de bobina fija, controlado por contacto)

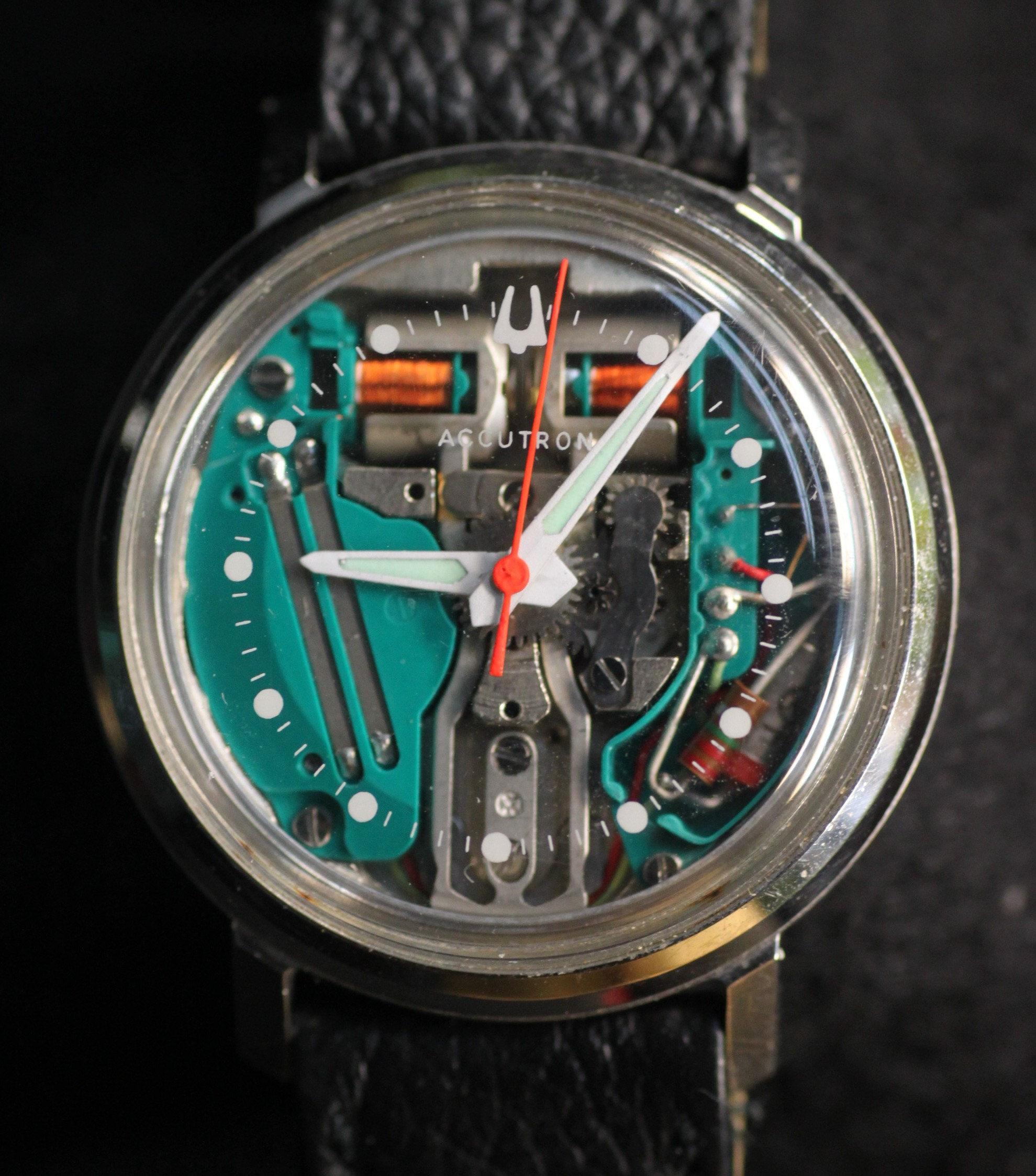
Reloj Bulova Accutron Spaceview (electrónico con diapasón) 1967

Un punto débil de los primeros relojes eléctricos con volante era el interruptor del contacto eléctrico del volante, que activaba brevemente el solenoide para proporcionar el impulso necesario para mantener el balancín en movimiento. Estos contactos se desgastaban rápidamente y no funcionaban de forma fiable. Los diseños posteriores utilizaban detección electromagnética, con un transistor en el circuito para activar el solenoide.

## Tipos de relojes de pulsera eléctricos
- Sistema de bobina móvil, controlado por contacto: se refiere a relojes con volante con bobina integrada, imán fijo y contactos mecánicos.[4] Ejemplos de esta tecnología son el Hamilton 500 (primer reloj de pulsera eléctrico de venta al público en 1957),[5] el Epperlein 100, el Champion (Ruhla / UMF), el Slava 114ChN y el Timex M40.

- Sistema de bobina fija, controlado por contacto: relojes con una pieza de hierro dulce unida al volante, una bobina fija y contactos mecánicos. Para alargar la vida del reloj, algunos de estos movimientos incluían un diodo para minimizar las chispas en los contactos.[6] Ejemplos de esta tecnología son el LIP electrónico R 27, el LIP R 148, los Elgin electrónicos 722, 725 y 910, que fueron los movimientos electrónicos más pequeños jamás fabricados y el Landeron (ESA - Ebauches S.A.) 4750.

- Relojes transistorizados con volante regulador: tenían un volante, un transistor que actuaba como interruptor y no tenían contactos mecánicos.[7] Normalmente, la bobina se ubicaba en la placa base y los imanes en el volante. Entre los relojes que utilizan esta tecnología se encuentran el Timex M87/Laco 882, el Citizen serie X-8 y el Seiko Electronic 31A. Otro ejemplo común es el ESA Dynotron cal. 9150.

- Relojes con diapasón: en lugar de un volante, estos relojes utilizaban un diapasón accionado por un solenoide alimentado por un oscilador electrónico de un transistor y sin contactos mecánicos.[8] El diapasón tenía un trinquete acoplado y una "rueda de índice", que hacía girar el tren de engranajes. Las frecuencias comunes utilizadas en los relojes eran 300 Hz (ESA MOSABA cal. 9162, 9164 y 9210), 360 Hz (Bulova Accutron[9] cal. 214 y 218), Slava Transistor, Tianjin 'Yinchabiao', Prim Elton, 480 Hz (Bulova Accutron cal. 2300) y 720 Hz (Omega Megasonic cal. 1220 y 1230). Las series Omega F300Hz y Speedsonics son ejemplos comunes de relojes basados en el movimiento ESA MOSABA.